# Ryan Carnes
Pour les articles homonymes, voir Carnes.
Ryan Carnes (né le 21 novembre 1982 à Pittsfield, Illinois) est un acteur américain. Il a fréquenté l’Université de Duke.

## Biographie
Carnes fut le neuvième acteur à incarner Lucas Jones dans le feuilleton télévisé Hôpital central (General Hospital) diffusé sur ABC, de juillet 2004 à septembre 2005. Après son départ d’Hôpital central, il fut remplacé par Ben Hogestyn.
Depuis 2005, il a un rôle récurrent dans la série télévisée Desperate Housewives où il incarne Justin, camarade de classe de John Rowland (Jesse Metcalfe). Après avoir découvert son homosexualité au cours de la première saison, Justin deviendra le petit-ami d’Andrew Van De Kamp (Shawn Pyfrom), le fils de Bree (Marcia Cross).
En 2005, l’acteur a fait une apparition dans The Closer et dans Les Experts : Manhattan (CSI: NY).
Ryan Carnes a pris part en 2004 au film Eating Out où il incarne également un jeune gay, et est à l’affiche de Surf School. Il apparaît dans le clip de la chanson Mistake de la chanteuse et actrice australienne Stephanie McIntosh.

## Filmographie
| Année       | Titre |
| ----------- | --- |
| depuis 2004 | Séries télévisées - Hôpital central (1963) : Lucas Stansbury Jones #9 |
| 2010        | Séries télévisées Bones 2011 : Brody - Phantom, le masque de l'ombre (The Phantom) (voir Le Fantôme (bande dessinée) : Chris Moore /The Phantom |
| 2008        | Séries télévisées - Samantha qui ? : Brent |
| 2007        | - Trailer Park of Terror : Alex Séries télévisées - Doctor Who:Laszlo |
| 2006        | - Lettres d'Iwo Jima : marines de débarquement - Surf School : Tyler Téléfilms - Grand Union : Ricky Séries télévisées - Desperate Housewives : Justin (6 épisodes) - 2.10 Mon père, ce tordu (Coming Home) - 4 décembre 2005 - 2.11 Bons baisers de Gaby (One More Kiss) - 8 janvier 2006 - 2.16 Les chirurgiens, l'avocat, sa femme et son amant (There Is No Other Way) - 12 mars 2006 - 2.17 Un fauteuil pour trois (Could I Leave You?) - 26 mars 2006 - 2.19 Je l’aime à mentir (Don’t Look at Me) - 16 avril 2006 - 2.21 Allumer les feux (I Know Things Now) - 7 mai 2006 |
| 2005        | Téléfilms - Thicker Than Water : Tim "Ray" Markus Séries télévisées - The Closer (The Closer) : Austin Philipps (1 épisode) - 1.10 Une maison bien entretenue (Good Housekeeping) - 31 août 2005 - Les Experts : Manhattan (CSI: NY) : Nigel Ballantyne (1 épisode) - 2.06 Du sang jeune (Youngblood) - 2 novembre 2005 - Desperate Housewives : Justin (5 épisodes) - 1.09 Vol au-dessus d'un nid de nounous (Suspicious Minds) - 12 décembre 2004 - 1.13 Mon beau-père, mon mari et moi (Your Fault) - 23 janvier 2005 - 1.15 C'est ma première piscine-party (Impossible) - 20 février 2005 - 1.22 Le pharmacien est une ordure (Goodbye for Now) - 15 mai 2005 - 1.23 Quatre voisines et un autre enterrement (One Wonderful Day) - 22 mai 2005 |
| 2004        | - Eating Out : Marc Everhard - Anderson's Cross : David |
| 2018        | Téléfilms - Baby-blues mortel (The Perfect One) de Nick Everhart : Ryan |

2024: Film: the air heureux breathes de Rachel Annette Helson( livre de Brittainy Cherry)